# Мирсина
Мирсина (грч. Μυρσίνα) је насељено место у општини Гребен у периферији Западна Македонија, Грчка. Према попису из 2021. године било је 236 становника.
Према бугарском географу и историчару, Василу Канчову, у Мирсини је 1900. године живело 150 Грка муслимана (Валахади) и 77 Грка хришћана. Наредних година хришћанско становништво се иселило, тако је 1920. годне било 385 Грка муслимана. Године 1923. муслиманско становништво је принудно исељено у Турску а на њихово место је насељено 95 грчких избегличких породица, укупно 360 особа. На попису из 1940. године Мирсина је имала 431 становника. Село се раније звало Коблар.